# Герб Сквири
Герб Скви́ри — один з офіційних символів міста Сквира.

## Історія

### Російська імперія

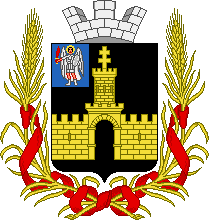
Герб Сквири проєкту Б.Кене

Герб російського періоду затверджений 22 січня 1796 р. 
|  | В горішній половині перетятого щита герб Брацлавський; у долішній — даний королем Сигізмундом ІІІ герб: в чорному полі золота фортечна стіна з воротами посередині, над якими підвищена башта, що має в короні радван. |

### Проєт Б.Кене
У 1860 р. Б.Кене розроблений проєт нового герба міста: 
|  | в чорному полі золота фортечна стіна. У вільній частині — герб Київської губернії. Щит увінчаний срібною міською короною з трьома вежками та обрамований двома золотими колосками, оповитими Олександрівською стрічкою. |

 Затвердження не отримав.

### СРСР
Затверджений 07.07.1989 р. рішенням № 110 виконавчого комітету міської ради. 
|  | У лазуровому полі на зеленій базі золота фортечна стіна з відчиненими воротами і вежею, над вежею червона зірка. У вільній частині квітуча гілка каштана природного кольору в червоному полі. У главі золотого картуша — чорна назва міста, у його базі — серп і молот. |

Фортечна стіна — символ стійкості, частина герба, затвердженого в 1591 р. Червона зірка — символ героїзму жителів міста під час воєн. Автор — Б.Шулевський.

### Сучасний герб
В кінці 2002 року при райдержадміністрації була створена комісія для приведення в порядок геральдики району (голова комісії — перший заступник голови райдержадміністрації Піщаний Віктор Миколайович, архітектор — Гаврилюк Ольга Яківна). Нею вперше були складені опису гербів Сквирського району та сільських населених пунктів, які є центрами сільських рад.
На сесії міської ради депутатів були затверджені положення про опис сучасного Герба територіальної громади міста Сквира, який створювався на основі старих історичних гербів міста.
|  | У синьому (блакитному) полі — золота фортечна огорожа з баштою над воротами. На вежі — зображення архістратига Михаїла, як символу захисника в боротьбі зі злом. Синій колір на гербі — це символ слави, честі, духовності та вірності, а золотий — справедливості і багатства. Гербовий щит увінчаний золотою міською короною. Щит із двох сторін прикрашений пшеницею, яка лежить на синій стрічці із золотим написом «Сквира» і символізує красу і багатство краю. |